# Discographie d'Ayumi Hamasaki
Cette page répertorie les albums, singles, vidéos et chansons de la chanteuse japonaise Ayumi Hamasaki, sortis principalement sous le label Avex Trax.

## Sous le nomAyumi
Ayumi Hamasaki a sorti en 1995 un premier single et un mini-album chez Nippon Columbia, sous son seul prénom Ayumi (featuring Dohzi-T and DJ Bass) ; mais ces deux disques ne sont pas comptabilisés dans sa discographie officielle ni dans ses statistiques par l'oricon, étant sortis sous un nom différent.
Single
1. Nothing from Nothing (21 septembre 1995)

Mini-album
1. Nothing from Nothing (1er décembre 1995)

## Albums

### Albums originaux
1. A Song for XX (1er janvier 1999) #1
2. Loveppears (11 octobre 1999) #1
3. Duty (27 septembre 2000) #1
4. I Am... (1er janvier 2002) #1
5. Rainbow (18 décembre 2002) #1
6. My Story (15 décembre 2004) #1
7. (Miss)understood (1er janvier 2006) #1
8. Secret (29 novembre 2006) #1
9. Guilty (1er janvier 2008) #2
10. NEXT LEVEL (25 mars 2009) #1
11. Rock 'n' Roll Circus (14 avril 2010) #1
12. Love Songs (22 décembre 2010) #1
13. Party Queen (21 mars 2012) #2
14. Love Again (8 février 2013) #1
15. Colours (2 juillet 2014) #5
16. A One (8 avril 2015) #4
17. M(A)DE IN JAPAN (29 juin 2016) #2
18. Remember You (25 janvier 2023)

### Album Live
1. Ayumi Hamasaki 15th Anniversary Tour ~A Best Live~ (18 septembre 2013) #7

### Mini Album
1. Memorial Address (17 décembre 2003) #1
2. Five (31 août 2011) #1
3. Love (8 novembre 2012) #4
4. Again (8 décembre 2012)
5. sixxxxxx (5 août 2015)

### Compilations
1. A Best (28 mars 2001) #1
2. A Ballads (12 mars 2003) #1
3. A Best 2 -White- (28 février 2007) #1
4. A Best 2 -Black- (28 février 2007) #2
5. A Complete ~All Singles~ (10 septembre 2008) #1
6. A Summer Best (8 août 2012) #2
7. A Best ~15th Anniversary Edition~ (28 mars 2016) #9
8. A Ballads 2 (8 avril 2021) #3

## Singles
Les huit premiers singles de la chanteuse chez avex ont été réédités le 28 février 2001 ; dans leur format original, ils mesuraient 8 cm, un format courant au Japon avant 2000 ; ces singles sont réédités sur des CD de 12 cm contenant des versions remixées supplémentaires.
Depuis le single Moments du 31 mars 2004, ses singles sont disponibles en 2 versions : CD seul, et CD + DVD.
1. Poker Face (8 avril 1998)
2. You (10 juin 1998)
3. Trust (5 août 1998)
4. For My Dear... (7 octobre 1998)
5. Depend on You (9 décembre 1998)
6. Whatever (10 février 1999)
7. Love ~Destiny~ (14 avril 1999)
8. To Be (12 mai 1999)
9. Boys and Girls (Boys & Girls) (14 juillet 1999)
10. A (11 août 1999)
11. Appears (10 novembre 1999)
12. Kanariya (8 décembre 1999)
13. Fly High (9 février 2000)
14. Vogue (26 avril 2000)
15. Far Away (17 mai 2000)
16. Seasons (7 juin 2000)
17. Surreal (27 septembre 2000)
18. Audience (1er novembre 2000)
19. M (13 décembre 2000)
20. Evolution (31 janvier 2001)
  - Poker Face (ré-édition) (28 février 2001)
  - You (ré-édition) (28 février 2001)
  - Trust (ré-édition) (28 février 2001)
  - For My Dear... (ré-édition) (28 février 2001)
  - Depend on You (ré-édition) (28 février 2001)
  - Whatever (ré-édition) (28 février 2001)
  - Love ~Destiny~ (ré-édition) (28 février 2001)
  - To Be (ré-édition) (28 février 2001)
21. Never Ever (date|7 mars 2001)
22. Endless Sorrow (date|16 mai 2001)
23. Unite! (date|11 juillet 2001)
24. Dearest (27 septembre 2001)
  - A Song Is Born (12 décembre 2001) (duo avec KEIKO)
25. Daybreak (6 mars 2002)
26. Free and Easy (Free & Easy) (24 avril 2002)
27. H (24 juillet 2002)
28. Voyage (26 septembre 2002)
  - Connected (Europe)  (15 décembre 2002)
29. & (9 juillet 2003)
30. Forgiveness (20 août 2003)
31. No Way To Say (6 novembre 2003)
32. Moments (31 mars 2004)
33. Inspire (28 juillet 2004)
34. Carols (29 septembre 2004)
  - Naturally (Europe) (18 octobre 2004)
35. Step You/Is This Love? (20 avril 2005)
36. Fairyland (3 août 2005)
37. Heaven (14 septembre 2005)
38. Bold & Delicious/Pride (30 novembre 2005)
39. Startin'/Born to Be... (8 mars 2006)
40. Blue Bird (21 juin 2006)
41. Glitter/Fated (18 juillet 2007)
42. Talkin' 2 Myself (19 septembre 2007)
  - Together When... (5 décembre 2007) (premier single digital)
43. Mirrorcle World (8 avril 2008)
44. Days/Green et Green/Days (17 décembre 2008)
45. Rule/Sparkle (25 février 2009)
46. Sunrise/Sunset ~Love is All~ (12 août 2009)
47. You Were.../Ballad (29 décembre 2009)
48. Moon/Blossom et Blossom/Moon (14 juillet 2010)
49. Crossroad (22 septembre 2010)
50. L (29 septembre 2010)
  - Happening Here (21 décembre 2011) (digital)
  - How Beautiful You Are (8 février 2012) (digital)
  - You & Me (Shin'ichi Ozawa Remix) (12 septembre 2012) (digital)
  - You & Me (Remo-con rmx - Extended) (12 septembre 2012) (digital)
  - Song 4 u (23 septembre 2012) (digital)
51. Feel the love / Merry-go-round (25 décembre 2013)
  - Pray (27 janvier 2014) (digital)
  - Hello new me (14 mai 2014) (digital)
  - XOXO / Terminal (30 mai 2014) (single limité, distribué lors de la tournée PREMIUM SHOWCASE ~Feel the love~)
  - Angel / Lelio (12 juin 2014) (single limité, distribué lors de la tournée PREMIUM SHOWCASE ~Feel the love~)
  - What is forever love / NOW &4EVA (3 juillet 2014) (single limité, distribué lors de la tournée PREMIUM SHOWCASE ~Feel the love~)
52. Terminal (1er octobre 2014)
  - Movin' on without you (9 décembre 2014) (digital)
53. Zutto... / Last Minute / Walk (24 décembre 2014)
  - Step by step (1er juillet 2015) (digital)
  - We are the QUEENS (en) (30 septembre 2016) (digital)
  - Ohia no Ki (en) (オヒアの木) (5 juillet 2020) (digital)
  - Dreamed a Dream (en) (31 juillet 2020) (digital)
  - My All (Chinese version) (9 août 2020) (digital)
  - Haru yo, Koi (春よ, 来い) (12 mars 2021) (digital)
  - 23rd Monster (8 avril 2021) (digital)

## Disques de Remix
Ils proposent des chansons d'Hamasaki remixées par des DJ du monde entier dans les genres dance, trance, eurobeat, dub, classique...

### Albums de remix

#### Par date
1. Ayu-mi-x (17 mars 1999)
2. Super Eurobeat presents ayu-ro mix (16 février 2000)
3. Ayu-mi-x II version JPN (8 mars 2000)
4. Ayu-mi-x II version US+EU (8 mars 2000)
5. Ayu-mi-x II version Acoustic Orchestra (8 mars 2000)
6. Ayu-mi-x II version Non-Stop Mega Mix (29 mars 2000)
7. Ayu-mi-x III Non-Stop Mega Mix Version (28 février 2001)
8. Ayu-mi-x III Acoustic Orchestra Version (28 février 2001)
9. Super Eurobeat presents ayu-ro mix 2 (27 septembre 2001)
10. Cyber Trance presents ayu trance (27 septembre 2001)
11. Ayu-mi-x 4 + selection Non-Stop Mega Mix Version (20 mars 2002)
12. Ayu-mi-x 4 + selection Acoustic Orchestra Version (20 mars 2002)
13. Cyber Trance presents ayu trance 2 (26 septembre 2002)
14. RMX Works from Super Eurobeat presents ayu-ro mix 3 (25 septembre 2003)
15. RMX Works from Cyber Trance presents ayu Trance 3 (25 septembre 2003)
16. RMX Works from ayu-mi-x 5 non stop mega mix (25 septembre 2003)
17. My Story Classical (24 mars 2005) (par l'Orchestre Lamoureux)
18. Ayu-mi-x 6 Gold (26 mars 2008)
19. Ayu-mi-x 6 Silver (26 mars 2008)
20. Ayu-mi-x 7 Presents Ayu-ro Mix 4 (20 avril 2011)
21. Ayu-mi-x 7 Presents Ayu Trance 4 (20 avril 2011)
22. Ayu-mi-x 7 -Version House- (20 avril 2011)
23. Ayu-mi-x 7 -Version Acoustic Orchestra- (20 avril 2011)
24. Ayu-mi-x 7 -Limited Complexe Box Set- (20 avril 2011)
25. A Classical (8 janvier 2013)
26. Love Classics (28 janvier 2015)
27. Winter diary ~A7 Classical~ (23 décembre 2015)
28. Cyber Trance presents ayu trance -Complete Edition- (8 octobre 2021)

#### Par genre
Série Ayu-mi-x (dance)
1. Ayu-mi-x (Remix Side) (17 mars 1999)
2. Ayu-mi-x II version JPN (8 mars 2000)
3. Ayu-mi-x II version US+EU (8 mars 2000)
4. Ayu-mi-x II version Non-Stop Mega Mix (29 mars 2000)
5. Ayu-mi-x III Non-Stop Mega Mix Version (28 février 2001)
6. Ayu-mi-x 4 + selection Non-Stop Mega Mix Version (20 mars 2002)
7. Ayu-mi-x 5 (RMX Works from...) (25 septembre 2003)
8. Ayu-mi-x 6 Gold (26 mars 2008)
9. Ayu-mi-x 6 Silver (26 mars 2008)
10. Ayu-mi-x 7 -Version House- (20 avril 2011)

Série Ayu-ro mix (eurobeat)
1. Super Eurobeat presents ayu-ro mix (16 février 2000)
2. Super Eurobeat presents ayu-ro mix 2 (27 septembre 2001)
3. Super Eurobeat presents ayu-ro mix 3 (RMX Works from...) (25 septembre 2003)
4. Ayu-mi-x 7 presents ayu-ro mix 4 (20 avril 2011)

Série Ayu trance (trance)
1. Cyber Trance presents ayu trance (27 septembre 2001)
2. Cyber Trance presents ayu trance 2 (26 septembre 2002)
3. Cyber Trance presents ayu Trance 3 (RMX Works from...) (25 septembre 2003)
4. Ayu-mi-x 7 presents ayu trance 4 (20 avril 2011)
5. Cyber Trance presents ayu trance -Complete Edition- (8 octobre 2021)

Série Acoustic (classique)
1. Ayu-mi-x (Acoustic Side) (17 mars 1999)
2. Ayu-mi-x II version Acoustic Orchestra (8 mars 2000)
3. Ayu-mi-x III Acoustic Orchestra Version (28 février 2001)
4. Ayu-mi-x 4 + selection Acoustic Orchestra Version (20 mars 2002)
5. My Story Classical (24 mars 2005)
6. Ayu-mi-x 7 -Version Acoustic Orchestra- (20 avril 2011)
7. A Classical (8 janvier 2013)
8. Love Classics (28 janvier 2015)
9. Winter diary ~A7 Classical~ (23 décembre 2015)

Coffrets
1. Ayu-mi-x Box Set (11 août 1999)
2. Ayu-mi-x 7 -Limited Complexe Box Set- (20 avril 2011)

### Maxi-singles

#### Format CD
Série The Other Side
- The Other Side One ~previously unreleased version~ (15 novembre 2000)
- The Other Side Two ~previously unreleased version~ (31 janvier 2001)
- The Other Side Three ~previously unreleased version~ (31 janvier 2001)
- The Other Side Four ~previously unreleased version~ (31 janvier 2001)

Série Excerpts From Ayu-mi-x
- Excerpts From Ayu-mi-x III - CD001 (21 novembre 2001)
- Excerpts From Ayu-mi-x III - CD002 (13 décembre 2001)
- Excerpts From Ayu-mi-x III - CD003 (13 décembre 2001)
- Excerpts From Ayu-mi-x III - CD004 (13 décembre 2001)
- Excerpts From Ayu-mi-x III - CD005 (26 décembre 2001)
- Excerpts From Ayu-mi-x III - CD006 (26 décembre 2001)

Europe
- Connected (Lightning Records)  (15 décembre 2002)
- Connected (Drizzly Records)  (7 avril 2003)
- M (Europe) (27 octobre 2003)
- Depend on You (Europe) (8 mars 2004)
- Naturally (18 octobre 2004)
- Appears (Europe) (18 avril 2005)
- Unite! (Europe) (17 novembre 2005)

#### Format vinyle
Ce sont des disques vinyles au format maxi 45 tours tous sortis en édition limitée sous le sous-label Rhythm Republic d'Avex Trax.
Singles d'Ayu-mi-x (I)
- Depend on You (vinyle) (1999/06/05)
- A Song for XX(1999/06/19)
- Poker Face (vinyle) (1999/06/19)
- Signal (1999/06/19)
- From Your Letter (1999/06/19)
- Hana (1999/07/03)
- Wishing (1999/07/03)
- Powder Snow (1999/07/03)
- Trust (vinyle) (1999/07/03)
- Friend II (1999/07/17)
- You (vinyle) (1999/07/17)
- As if... (1999/07/17)
- Two of us (1999/07/17)
- Ayu-mi-x Box Set (1999/08/11) (coffret des 13 vinyles précédents)

Versions d'albums
- Super Eurobeat J-Euro 1 (1999/10/18)
- Ayu-mi-x II version JPN (vinyle) (2000/05/31)

Versions de singles
- A - side TYO (1999/10/06)
- A - side NYC (1999/10/06)
- Appears/Whatever (2000/01/28)
- Appears (vinyle) (2000/03/22)
- Vogue (vinyle) (2000/08/10)
- Far Away (vinyle) (2000/08/10)
- Seasons (vinyle) (2000/08/10)
- Surreal (vinyle) (2000/12/27)
- Audience (vinyle) (2000/12/27)
- M (vinyle) (2001/07/14)
- Evolution (vinyle) (2001/07/14)
- Never Ever (vinyle) (2001/08/11)
- Endless Sorrow (vinyle) (2001/08/11)
- Dearest (vinyle) (2002/07/13)
- Daybreak (vinyle) (2002/07/13)

Série Excerpts From Ayu-mi-x
- Excerpts From Ayu-mi-x III - AD001 (2001/09/26)
- Excerpts From Ayu-mi-x III - AD002 (2001/09/26)
- Excerpts From Ayu-mi-x III - AD003 (2001/09/26)

Singles d'Ayu-mi-x 6
- Step You/About You (2008/04/09)
- Game/Together When… (2008/04/09)
- Moments/Ourselves (2008/04/09)
- Inspire/Carols (2008/04/09)
- No Way to Say/Fated (2008/04/09)
- Startin'/Greatful Days (2008/04/09)
- Heaven/Talkin' 2 Myself (2008/04/09)
- Walking Proud/Glitter (2008/04/09)
- Alterna/Beautiful Fighters (2008/04/09)
- Part of Me/Decision (2008/04/09)

## Tableaux récapitulatifs

### Les chansons
Les chansons sont classées par ordre chronologique d'apparition.
À l'exception de quelques titres, toutes les paroles ont été écrites par Ayumi. CREA est le nom d'un chien d'Ayumi, elle compose ses chansons sous ce pseudonyme.
| Numéro | Titre                             | Compositeur                          | Première apparition sur | Note |
| ------ | --------------------------------- | ------------------------------------ | --- | --- |
| 1      | poker face                        | Yasuhiko Hoshino                     | single poker face | |
| 2      | You                               | Yasuhiko Hoshino                     | single You | "YOU" est présente sur le single Mirrorcle World en "~10th Anniversary version~" |
| 3      | Trust                             | Takashi Kimura                       | single Trust | |
| 4      | For My Dear...                    | Yasuhiko Hoshino                     | single For My Dear... | Elle est utilisée dans le jeu Shenmue, sur Dreamcast |
| 5      | Depend On You                     | Kazuhito Kikuchi                     | single Depend On You | Elle est utilisée dans le jeu Thousand Arms, sur PlayStation."Depend on You" est présente sur le single Mirrorcle World en "~10th Anniversary version~" |
| 6      | Two Of Us                         | Daisuke Miyachi                      | single Depend On You | Two of us n'est présente sur aucun album. Elle est utilisée dans le jeu Thousand Arms, sur PlayStation |
| 7      | A Song For ××                     | Yasuhiko Hoshino                     | album A Song For XX | Chanson résumant sa situation à l'époque. |
| 8      | Hana                              | Yasuhiko Hoshino                     | album A Song For ×× | |
| 9      | Friend                            | Yasuhiko Hoshino                     | album A Song For ×× | |
| 10     | Friend II                         | Mitsuru Igarashi                     | album A Song For ×× | suite de FRIEND |
| 11     | Wishing                           | Hideaki Kuwabara                     | album A Song For ×× | |
| 12     | As If...                          | Kazuhito Kikuchi                     | album A Song For ×× | |
| 13     | Powder Snow                       | Hideaki Kuwabara                     | album A Song For ×× | |
| 14     | Signal                            | Hideaki Kuwabara                     | album A Song For ×× | |
| 15     | From Your Letter                  | Akio Togashi                         | album A Song For ×× | |
| 16     | Présent                           | Yasuhiko Hoshino                     | album A Song For ×× | |
| 17     | Whatever                          | Kazuhito Kikuchi                     | single Whatever | |
| 18     | Love ~Destiny~                    | Tsunku                               | single Love ~Destiny~ | En duo avec Tsunku, producteur du Hello! Project. Une nouvelle version de cette chanson figure sur l'album "Take 1" de Tsunku en 2004, avec Ai Takahashi des Morning Musume remplaçant Ayumi. "LOVE~Destiny~" est présente sur le single Days/GREEN en "~10th Anniversary version~" |
| 19     | To Be                             | D·A·I                                | single To Be | "TO BE" est présente sur le single GREEN/Days en "~10th Anniversary version~" |
| 20     | Boys & Girls                      | D·A·I                                | single Boys & Girls | |
| 21     | Monochrome                        | D·A·I                                | single A | |
| 22     | Too Late                          | D·A·I                                | single A | |
| 23     | Trauma                            | D·A·I                                | single A | Une danse de trauma a été créée et présenté pendant le concert tour B en 2000. |
| 24     | End roll                          | D·A·I                                | single A | |
| 25     | Fly High                          | D·A·I                                | album Loveppears | |
| 26     | And Then                          | Yasuhiko Hoshino                     | album Loveppears | |
| 27     | Immature                          | Kazuhito Kikuchi                     | album Loveppears | |
| 28     | P.S II                            | Hideaki Kuwabara                     | album Loveppears | suite de POWDER SNOW. Souvent considérée par plusieurs comme un remix. |
| 29     | Appears                           | Kazuhito Kikuchi                     | album Loveppears | |
| 30     | Who...                            | Kazuhito Kikuchi                     | album Loveppears | On peut entendre le début instrumental à chaque fin de concert, au moment du salut final. |
| 31     | Kanariya                          | Yasuhiko Hoshino                     | single Kanariya | Kanariya est la piste cachée de Loveppears: on peut l'entendre à la suite d'un silence d'environ 2 minutes après la chanson Who... |
| 32     | Vogue                             | Kazuhito Kikuchi                     | single Vogue | |
| 33     | Ever Free                         | Atsushi Hattori ?                    | single Vogue | ever free n'est présente sur aucun album original |
| 34     | Far Away                          | Kazuhito Kikuchi, D·A·I              | single Far Away | |
| 35     | Seasons                           | D·A·I                                | single Seasons | |
| 36     | Surreal                           | Kazuhito Kikuchi                     | single Surreal | |
| 37     | Duty                              | Ken Harada                           | album Duty | |
| 38     | End Of The World                  | Yasuhiko Hoshino                     | album Duty | |
| 39     | Scar                              | Kunio Tago                           | album Duty | |
| 40     | Audience                          | D·A·I                                | album Duty | |
| 41     | Teddy Bear                        | D·A·I                                | album Duty | Teddy Bear est la chanson destinée pour son père. |
| 42     | Key ~Eternal Tie Ver.~            | Kunio Tago                           | album Duty | key ~eternal tie ver.~ est la seule version sortie à ce jour. |
| 43     | Girlish                           | Yasuhiko Hoshino                     | album Duty | |
| 44     | M                                 | CREA                                 | single M | La lettre M est une référence à Marie de Magdala |
| 45     | Evolution                         | CREA                                 | single Evolution | |
| 46     | Never Ever                        | CREA                                 | single Never Ever | |
| 47     | Endless Sorrow                    | CREA                                 | single Endless Sorrow | |
| 48     | Unite!                            | CREA                                 | single Unite! | |
| 49     | Dearest                           | CREA, D·A·I                          | single Dearest | |
| 50     | A Song Is Born                    | Tetsuya Komuro                       | single A Song Is Born\|en duo avec keiko du groupe Globe. Une version solo par Ayumi est présente sur l'album "I Am...". Cette chanson est destinée au victimes de l'attentat du 11 septembre. | |
| 51     | I Am...                           | CREA                                 | album I Am... | |
| 52     | Connected                         | Ferry Corsten                        | album I Am... | À l'origine Connected est un morceau de Ferry Corsten, Ayumi y a posé ses paroles. |
| 53     | Naturally                         | CREA                                 | album I Am... | |
| 53     | Still Alone                       | CREA                                 | album I Am... | |
| 54     | Daybreak                          | CREA                                 | album I Am... | |
| 55     | No More Words                     | CREA, D·A·I                          | album I Am... | |
| 56     | Flower Garden                     | D·A·I                                | album I Am... | Flower Garden est la piste cachée de l'album I Am...: on peut l'entendre à la suite d'un silence de 2 minutes après la piste "Endless Sorrow ~gone with the wind ver.~ sur l'album I Am...                                                                                          |
| 57     | Free and Easy                     | CREA, D·A·I                          | single Free and Easy | |
| 58     | Independent                       | CREA, D·A·I                          | single H | Une danse a été créée pour idependent, elle a été présentée lors de l'Arena tour 2003-2004 |
| 59     | July 1st                          | CREA, D·A·I                          | single H | |
| 60     | Hanabi                            | CREA, D·A·I                          | single H | |
| 61     | Voyage                            | CREA, D·A·I                          | single Voyage | |
| 62     | We Wish                           | D·A·I                                | album Rainbow | |
| 63     | Real Me                           | D·A·I                                | album Rainbow | |
| 64     | Heartplace                        | CREA                                 | album Rainbow | |
| 65     | Over                              | CMJK                                 | album Rainbow | |
| 66     | Everywhere Nowhere                | H/\L                                 | album Rainbow | |
| 67     | Dolls                             | CREA                                 | album Rainbow | Chanson écrite en hommage au film "Dolls" du réalisateur japonais Takeshi Kitano. |
| 68     | Close To You                      | CREA, D·A·I                          | album Rainbow | |
| 69     | +                                 | CREA, D·A·I                          | album Rainbow | + (plus) est parfois nommée more than, on peut l'entendre directement après la chanson independent, elle est littéralement une partie de cette même chanson. |
| 70     | Rainbow                           | CREA, D·A·I                          | album A Ballads | présente uniquement sur l'album best-of A Ballads et sur le DVD Audio de Rainbow, en piste 00. |
| 71     | 卒業写真                          | Yumi Arai                            | album A Ballads | 卒業写真 (Sotsugyou Shashin) Ceci est une reprise d'une chanson portant le même titre de Yumi Matsutoya, une chanteuse Japonaise très populaire dans les années 1980-90. Est présent uniquement sur la compilation "A BALLADS".                                                     |
| 72     | ourselves                         | BOUNCEBACK                           | single & | |
| 73     | Greatful days                     | BOUNCEBACK                           | single & | |
| 74     | Hanabi ~Épisode II~               | CREA, D·A·I                          | single & | suite de HANABI |
| 75     | Theme Of A-Nation '03             | CREA, D·A·I                          | single & | initialement le thème de a-nation 2003, non chanté au a-nation 2003... chanté pour la première fois en live au countdown 2005 - 2006, on ne la retrouve sur aucun album. |
| 76     | Forgiveness                       | CREA, D·A·I                          | single Forgiveness | |
| 77     | No Way To Say                     | BOUNCEBACK                           | single No Way To Say | |
| 78     | Angel's Song                      | Tetsuya Yukumi                       | album Memorial Address | |
| 79     | Because Of You                    | BOUNCEBACK                           | album Memorial Address | |
| 80     | Memorial Address (take 2 version) | Tetsuya Yukumi                       | album Memorial Address | (take 2 version) est la seule version sortie à ce jour. "Reprise" de la chanson "Kumo" du groupe LOVER SOUND TRACK, présente sur leur single éponyme. Tetsuya Yukumi retravaillera totalement l'instrumentation et Ayumi en changera les paroles.                                   |
| 81     | Moments                           | Tetsuya Yukumi                       | single Moments | |
| 82     | Inspire                           | Tetsuya Yukumi                       | single Inspire c/w Game | |
| 83     | Game                              | BOUNCEBACK                           | single Inspire c/w Game | |
| 84     | Carols                            | Tomoya Kinoshita                     | single Carols | |
| 85     | About You                         | Kazuhito Kikuchi                     | album My Story | |
| 86     | My Name's Women                   | BOUNCEBACK                           | album My Story | |
| 87     | Liar                              | Raita Ikemoto                        | album My Story | |
| 88     | Hope Or Pain                      | Tetsuya Yukumi                       | album My Story | |
| 89     | Happy Ending                      | Tetsuya Yukumi                       | album My Story | |
| 90     | Walking Proud                     | Tetsuya Yukumi                       | album My Story | |
| 91     | Honey                             | Tetsuya Yukumi                       | album My Story | |
| 92     | Replace                           | Kazuhito Kikuchi                     | album My Story | |
| 93     | Winding Road                      | CREA                                 | album My Story | |
| 94     | humming 7/4                       | CREA                                 | album My Story | |
| 95     | STEP you                          | Kazuhiro Hara                        | single Step You/Is This Love? | |
| 96     | is this LOVE?                     | Miki Watanabe                        | single STEP you/is this LOVE? | |
| 97     | Fairyland                         | tasuku                               | single Fairyland c/w Alterna | |
| 98     | alterna                           | Shintaro Hagiwara, Sosaku Sasaki     | single fairyland c/w alterna | Utilisée pour la publicité Panasonic ＬＵＭＩＸ ＦＸ８ ＴＶ－ＣＦソング |
| 99     | Heaven                            | Kazuhito Kikuchi                     | single Heaven | Thème du film Shinobi |
| 100    | Will                              | CREA, D·A·I                          | single Heaven | |
| 101    | Bold & Delicious                  | GEO of SWEETBOX                      | single Bold & Delicious / Pride | |
| 102    | Pride                             | GEO of SWEETBOX                      | single Bold & Delicious / Pride | |
| 103    | Ladies Night                      | GEO of SWEETBOX                      | album (Miss)Understood | |
| 104    | (miss) understood                 | Tetsuya Yukumi                       | album (Miss)Understood | |
| 105    | In The Corner                     | GEO of SWEETBOX                      | album (Miss)Understood | |
| 106    | criminal                          | Kazuhiro Hara                        | album (Miss)Understood | |
| 107    | Beautiful Day                     | GEO of SWEETBOX                      | album (Miss)Understood | |
| 108    | rainy day                         | GEO of SWEETBOX                      | album (Miss)Understood | Thème de fin du jeu Onimusha : Dawn of Dreams sur Playstation 2 |
| 109    | Startin'                          | Kazuhiro Hara                        | single Startin'/Born To Be... | Thème d'ouverture du jeu Onimusha : Dawn of Dreams sur Playstation 2 |
| 110    | Born To Be...                     | Kazuhiro Hara                        | single Startin'/Born To Be... | Thème de la chaîne de télévision japonaise NTV pour les Jeux Olympiques d'hiver de Turin 2006 |
| 111    | Teens                             | Tetsuya Komuro, Cozy Kubo            | single Startin'/Born To Be...Présent sur aucun album. | |
| 112    | Blue Bird                         | D·A·I                                | single Blue Bird | Utilisée pour la publicité Zespri gold kiwi |
| 113    | Beautiful Fighters                | Kazuhito Kikuchi                     | single Blue Bird | |
| 114    | until that Day...                 | CMJK                                 | album Secret | |
| 115    | 1 LOVE                            | Yoji Noi                             | album Secret | Utilisée pour la publicité Panasonic D-Snap et D-Dock |
| 116    | It was                            | Naruya Ihashi                        | album Secret | |
| 117    | JEWEL                             | Tetsuya Yukumi                       | album Secret | Utilisée pour la publicité Panasonic FX07 |
| 118    | momentum                          | Tetsuya Yukumi                       | album Secret | |
| 119    | kiss o'kill                       | Tetsuya Yukumi                       | album Secret | |
| 120    | Secret                            | Tetsuya Yukumi                       | album Secret | Thème du film Confession of Pain |
| 121    | part of Me                        | Tetsuya Yukumi                       | album A BEST2 -Black- | |
| 122    | glitter                           | Kazuhiro Hara                        | single glitter/fated | Utilisée pour le mini-film Distance Love (距愛) et pour la publicité Zespri gold kiwi |
| 123    | fated                             | Shintaro Hagiwara & Akihisa Matsuura | single glitter/fated | Utilisée pour le mini-film Distance Love (距愛) |
| 124    | talkin' 2 myself                  | Yuta Nakano                          | single talkin' 2 myself | Utilisée pour la publicité Panasonic FX33 (Panasonic デジタルカメラ Lumix FX33 TV-CFソング) |
| 125    | decision                          | Yuta Nakano                          | single talkin' 2 myself | Utilisée comme thème musical pour music.jp (music.jp TV-CFソング) |
| 126    | Together When...                  | Kunio Tago                           | single Together When... | Utilisée comme thème musical pour music.jp (music.jp TV-CFソング).Together When... est un single digital. |
| 127    | (don't) Leave me alone            | Tetsuya Yukumi                       | album GUILTY | Utilisée comme thème musical pour music.jp (ｍｕｓｉｃ．ｊｐ ＴＶ－ＣＦソング） |
| 128    | GUILTY                            | Tetsuya Yukumi                       | album GUILTY | |
| 129    | Marionette                        | Kazuhiro Hara                        | album GUILTY | |
| 130    | MY ALL                            | Tetsuya Yukumi                       | album GUILTY | Une danse de MY ALL a été présenté au countdown live 2007-2008 |
| 131    | untitled ～for her～              | Kunio Tago                           | album GUILTY | Écrite pour une personne morte à qui Ayumi tenait beaucoup. |
| 132    | Mirrorcle World                   | Yuta Nakano                          | single Mirrorcle World | Utilisée pour la publicité Panasonic デジタルカメラ Lumix FX35 TV-CFソング. Version longue de Mirror (Guilty). |
| 133    | Life                              | Tetsuya Yukumi                       | single Mirrorcle World | Utilisée comme thème musical pour music.jp (music.jp TV-CFソング ). |
| 134    | Days                              | Kunio Tago                           | single Days/GREEN | |
| 135    | GREEN                             | Tasuku                               | single Days/GREEN | Utilisée pour la publicité Panasonic デジタルカメラ Lumix FX37 TV-CFソング. |
| 136    | Rule                              | Mirai Watanabe                       | single Rule/Sparkle | Thème du film Dragonball Evolution. |
| 137    | Sparkle                           | Kazuhiro Hara                        | single Rule/Sparkle | Utilisée pour la publicité HONDA ZEST SPARK. |
| 138    | NEXT LEVEL                        | DAI                                  | album NEXT LEVEL | Utilisée pour la publicité Panasonic デジタルカメラ Lumix FX40 TV-CFソング. |
| 140    | EnergizE                          | Yuta Nakano                          | album NEXT LEVEL | |
| 141    | rollin'                           | Yuta Nakano                          | album NEXT LEVEL | |
| 142    | identity                          | Yuta Nakano                          | album NEXT LEVEL | |
| 143    | LOVE'n'HATE                       | Yuta Nakano                          | album NEXT LEVEL | |
| 145    | Curtain call                      | Kazuhiro Hara                        | album NEXT LEVEL | Utilisée comme thème musical pour music.jp (ｍｕｓｉｃ．ｊｐ ＴＶ－ＣＦソング） |
| 146    | The Introduction                  |                                      | album Rock 'n' Roll Circus | |
| 147    | Microphone                        |                                      | album Rock 'n' Roll CIRCUS | |
| 148    | Count Down                        |                                      | | |
| 149    | Sunset ~Love Is All~              |                                      | | |
| 150    | Ballad                            |                                      | | |
| 151    | Last Links                        |                                      | | |
| 152    | Montage                           |                                      | | |
| 153    | Don't Look Back                   |                                      | | |
| 154    | Jump!                             |                                      | | |
| 155    | Lady Dynamite                     |                                      | | |
| 156    | Sexy Little Things                |                                      | | |
| 157    | Sunrise ~Love Is All~             |                                      | | |
| 158    | Meaning of Love                   |                                      | | |
| 159    | You Were...                       |                                      | | |
| 160    | Red Line ~for TA~ (album version) |                                      | | |

### Les interludes
Les interludes sont présents sur les albums, ils sont placés comme introduction à l'album ou entre deux pistes comme intermède. Certains utilisent la voix d'Ayumi.
Ils sont présents en quantité sur les albums longs : MY STORY compte 17 pistes dont 3 interludes alors que Memorial Address compte 8 pistes et aucun interlude.
Contrairement aux chansons les interludes sont très peu remixés et réutilisés.
| Titre                | Compositeur      | Album                   | Date              |
| -------------------- | ---------------- | ----------------------- | ----------------- |
| Prologue             | Yasuhiko Hoshino | album A Song For ××     | 1er janvier 1999  |
| Introduction         | H/\L             | album LOVEppears        | 11 octobre 1999   |
| Interlude            | Naoto Suzuki     | album LOVEppears        | 11 octobre 1999   |
| starting over        | Ken Harada       | album Duty              | 27 septembre 2000 |
| opening run          | CREA             | album I Am...           | 1er janvier 2002  |
| taskinlude           | tasuku           | album I Am...           | 1er janvier 2002  |
| everlasting dream    | CMJK             | album RAINBOW           | 18 décembre 2002  |
| taskinillusion       | tasuku           | album RAINBOW           | 18 décembre 2002  |
| neverending dream    | H/\L             | album RAINBOW           | 18 décembre 2002  |
| catcher in the light | CMJK             | album MY STORY          | 15 décembre 2004  |
| Wonderland           | CREA             | album MY STORY          | 15 décembre 2004  |
| Kaleidoscope         | H/\L             | album MY STORY          | 15 décembre 2004  |
| tasking              | tasuku           | album (miss) understood | 1er janvier 2006  |
| Are You Wake Up?     | CMJK             | album (miss) understood | 1er janvier 2006  |
| Not yet              | CMJK             | album Secret            | 29 novembre 2006  |
| LABYRINTH            | H/\L             | album Secret            | 29 novembre 2006  |
| taskinst             | tasuku           | album Secret            | 29 novembre 2006  |
| Mirror               | H/\L             | album GUILTY            | 1er janvier 2008  |
| Marionette -prelude- | Yuta Nakano      | album GUILTY            | 1er janvier 2008  |
| The Judgment Day     | CMJK             | album GUILTY            | 1er janvier 2008  |
| reBiRTH              | H/\L             | album GUILTY            | 1er janvier 2008  |
| Bridge to the sky    | Yuta Nakano      | album NEXT LEVEL        | 25 mars 2009      |
| Load of the SHUGYO   | CMJK             | album NEXT LEVEL        | 25 mars 2009      |